# Будак (Станковці)
Будак (хорв. Budak) — населений пункт у Хорватії, у Задарській жупанії у складі громади Станковці.

## Населення
Населення за даними перепису 2011 року становило 402 осіб.
Динаміка чисельності населення поселення:

## Клімат
Середня річна температура становить 13,90 °C, середня максимальна – 28,56 °C, а середня мінімальна – -0,17 °C. Середня річна кількість опадів – 828 мм.
| Клімат поселення                              | Клімат поселення | Клімат поселення | Клімат поселення | Клімат поселення | Клімат поселення | Клімат поселення | Клімат поселення | Клімат поселення | Клімат поселення | Клімат поселення | Клімат поселення | Клімат поселення | Клімат поселення |
| Показник                                      | Січ.             | Лют.             | Бер.             | Квіт.            | Трав.            | Черв.            | Лип.             | Серп.            | Вер.             | Жовт.            | Лист.            | Груд.            |                  |
| Середній максимум, °C                         | 10,35            | 11,22            | 14,01            | 17,30            | 22,10            | 25,88            | 28,56            | 28,08            | 23,94            | 19,61            | 13,99            | 11,05            |                  |
| Середня температура, °C                       | 5,09             | 5,97             | 8,74             | 12,04            | 16,85            | 20,62            | 23,95            | 23,46            | 19,34            | 14,99            | 9,36             | 6,42             |                  |
| Середній мінімум, °C                          | −0,17            | 0,72             | 3,48             | 6,78             | 11,58            | 15,37            | 19,33            | 18,84            | 14,71            | 10,37            | 4,75             | 1,81             |                  |
| Норма опадів, мм                              | 71               | 62               | 68               | 73               | 60               | 56               | 31               | 47               | 84               | 91               | 100              | 85               |                  |
| Середньомісячна швидкість вітру, м/с          | 2.47             | 2.63             | 2.82             | 2.73             | 2.39             | 2.17             | 2.21             | 2.05             | 2.23             | 2.32             | 2.78             | 2.70             |                  |
| Середньомісячна сонячна радіація, кДж/м²·день | 5185             | 7941             | 11565            | 16305            | 20371            | 22779            | 24584            | 21391            | 15903            | 10166            | 5622             | 4415             |                  |
| --------------------------------------------- | ---------------- | ---------------- | ---------------- | ---------------- | ---------------- | ---------------- | ---------------- | ---------------- | ---------------- | ---------------- | ---------------- | ---------------- | ---------------- |
| Джерело:                                      |                  |                  |                  |                  |                  |                  |                  |                  |                  |                  |                  |                  |                  |